# Моши
Моши (свах. Moshi) је насеље у региону Килиманџаро на североистоку Танзаније у подножју планине Килиманџаро. Граница са Кенијом је удаљена свега 30-ак километара. Град лежи на путу који повезује Арушу са Момбасом у Кенији.
Због свог положаја је често полазна тачка за планинаре при успињању на Килиманџаро и оранизатор Килиманџаро маратона који се одржава у марту сваке године.
Године 2002. Моши је бројао 143.739 становника, чиме је био 9. град по броју становника у Танзанији.